# Royal Never Give Up
Royal Never Give Up (RNG) — китайская киберспортивная организация, основанная в 2015 году. В настоящее время имеет подразделения по League of Legends и Wild Rift. Наибольших успехов организация достигла в League of Legends: трёхкратный победитель Mid-Season Invitational, пятикратный победитель League of Legends Pro League, полуфиналист Чемпионата мира по League of Legends 2017. Состав по Dota 2 дважды принимал участие на The International.

## League of Legends

### История

#### 2015

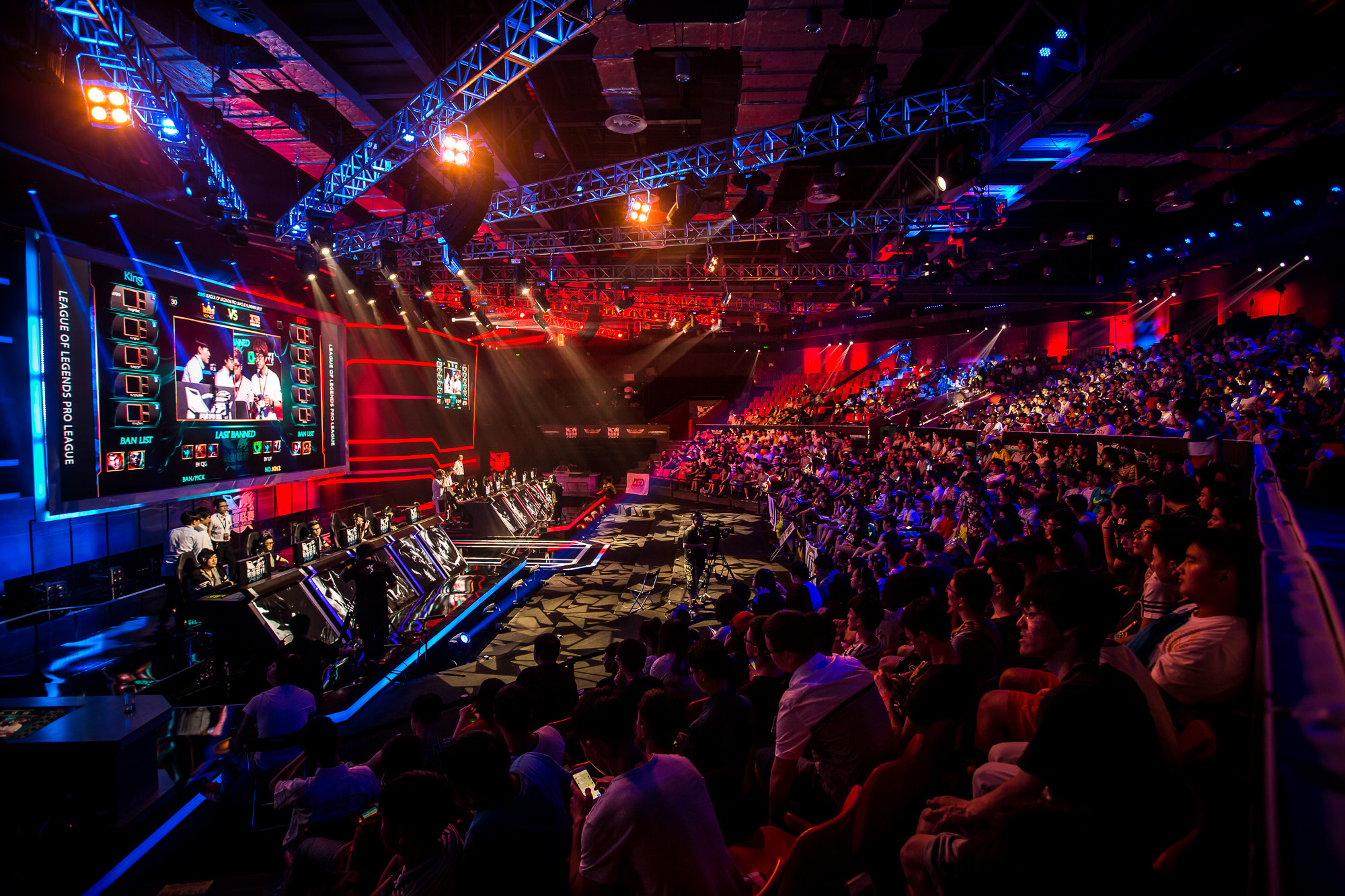
Матч между «Royal Never Give Up» и «Team King» в рамках групповой стадии LPL Summer 2015

Организация создана 21 мая 2015 года путём слияния с составом Vici Potential Gaming. В первоначальный состав вошли: топлейнер Фанг «Skye» Ци-Фан, мидлейнер Ли «xiaohu» Юань-Хао, лесник Лю «Mlxg» Ши-Ю, ботлейнер Ван «Wuxx» Чен, поддержка Ле «LeY» И. Первым турниром для этого состава стал LPL Summer 2015, на котором они заняли лишь 9-12 место. Вскоре последовали замены: 12 декабря были исключены Фанг «Skye» Ци-Фан и Ле «LeY» И, а на их место взяты Джанг «Looper» Хенг-Сеок и Чо «Mata» Се Йенг.

#### 2016
Несмотря на низкие результаты, RNG были приглашены на IEM Season X — World Championship, где завершили групповой этап со счётом 2-0, но уступили Fnatic в полуфинале плей-офф стадии. Следующим турниром стал LPL Spring 2016, на котором RNG удалось завоевать титул, выйдя из группы на первом месте и одержав в финале победу над EDward Gaming со счётом 3:1. На MSI команда занимает 3-4 место, уступив SK Telecom T1. Тем же составом RNG занимает второе место на LPL Summer 2016, обеспечивая себе слот на чемпионат мира по League of Legends 2016, где проигрывает SK Telecom T1, занимая 5-8 место.

#### 2017

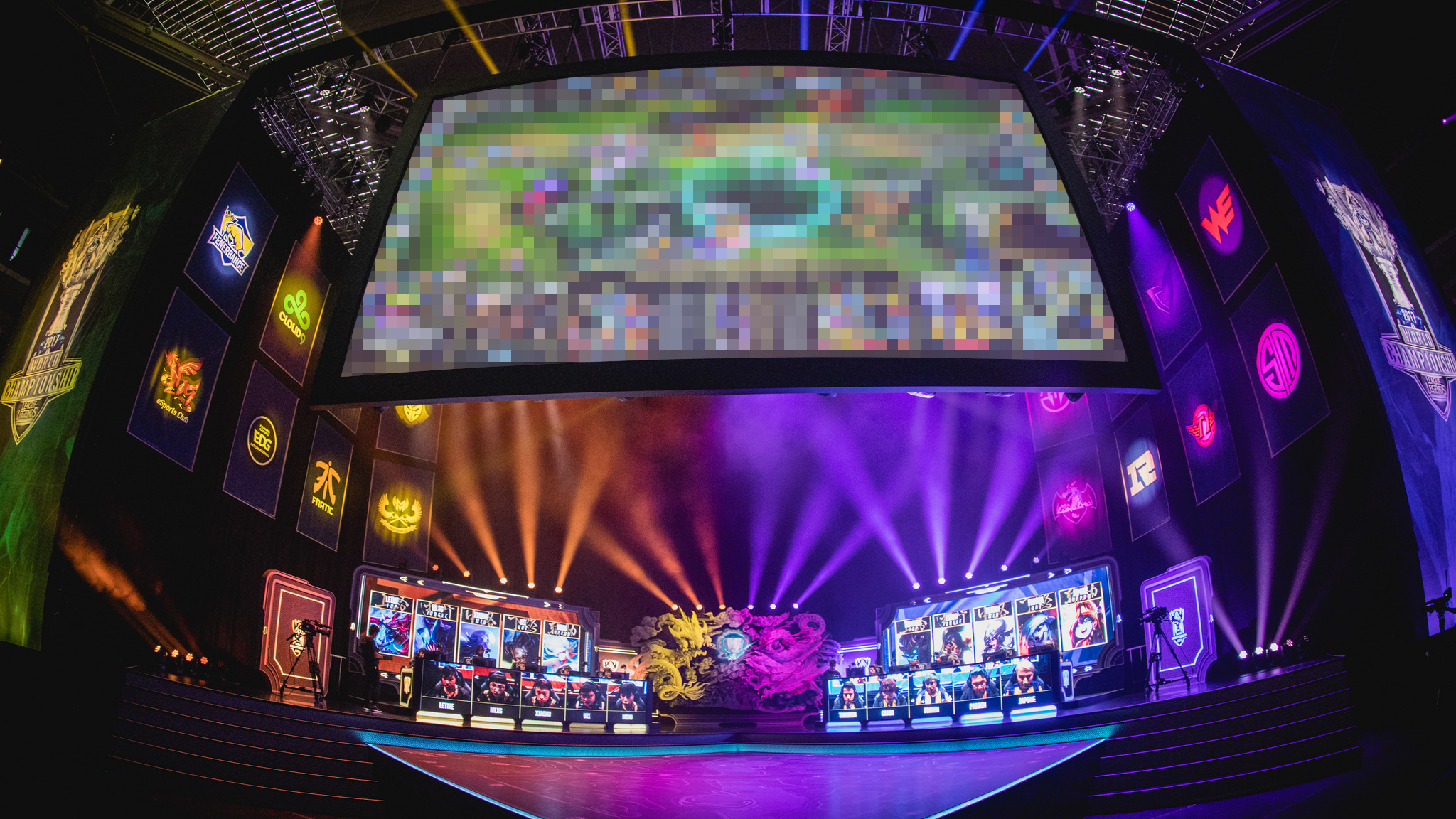
Матч между «Royal Never Give Up» и «1907 Fenerbahçe Esports» в рамках групповой стадии Чемпионата мира по League of Legends 2017

2017 год RNG начинает с выступления на LPL Spring 2017, где занимает первое место в групповой стадии, но в финале уступают Team WE со счётом 3:2, лишаясь путёвки на MSI. В июне и июле RNG занимает первое место на Demacia Cup и Rift Rivals Red соответственно. Далее команда участвует в LPL Summer 2017, на котором терпит поражение в финале против EDward Gaming со счётом 3:2.
Вторые места на весеннем и летнем сезонах LPL позволяют набрать необходимое количество очков для попадания на Чемпионат мира по League of Legends 2017. Своё выступление на чемпионате команда начинает в группе C, в которой они обыгрывают Samsung Galaxy и 1907 Fenerbahçe Esports, а встречу с G2 Esports оканчивают ничьей. В конечном итоге, RNG выходят из группы на первом месте со счётом 5:1, тем самым обеспечивая себе место в плей-офф. В четвертьфинале они обыгрывают Fnatic со счётом 3:1, а в полуфинале уступают SK Telecom T1, занимая 3—4 место.
13 декабря игрок RNG Лю «Mlxg» Шиюй получил штраф по регламенту лиги LPL в размере 1500 $ за оскорбление в рейтинговом матче. Он назвал товарища по команде «деревенщиной», что является грубым оскорблением в Китае, указывающим на низкий социальный статус человека.

#### 2018
2018 год становится одним из самых результативных для организации: состав, состоящий из топлейнера Яня «Letme» Цзюньцзе, лесника Хунга «Karsa» Хау-суана, мидлейнера Ли «Xiaohu» Юаньхао, ботлейнера Цзяня «Uzi» Цзыхао и поддержки Ши «Ming» Сенмина, одерживает победу на пяти турнирах подряд: LPL Spring 2018, Mid-Season Invitational 2018, Demacia Cup Summer 2018, Rift Rivals Red 2018, LPL Summer 2018. К Чемпионату мира по League of Legends 2018 RNG подходят в статусе фаворитов. Групповую стадию команда заканчивает на первом месте со счётом 4-2, но терпит поражение в четвертьфинале против G2 Esports со счётом 2:3. Далее следует 5—6 место на Demacia Cup Winter 2018.
Esports Awards номинировала RNG на премию в категории «Команда года».

#### 2019
2019 год начинается с 5—6 места на LPL Spring 2019 и поражения на квалификации к NEST 2019. Далее команда занимает второе место на LPL Summer 2019, что позволяет получить путёвку на Чемпионат мира по League of Legends 2019. Выступление на турнире оказывается провальным: RNG не выходит из группового этапа — в решающем матче они проигрывают Fnatic.
Большинство пользователей сети отметило выдающийся поступок организации — сотрудники RNG отдали свои пропуска на Чемпионат мира семье, которая купила фальшивые билеты.
В конце года RNG одерживают победу на Demacia Cup 2019, одолев EDward Gaming со счётом 3:1.

#### 2020
2020 год становится одним из самых неудачных: RNG занимают 7—8 место на LPL Spring 2020, уступив EDward Gaming со счётом 1:3, выбывают в групповой стадии на LPL Summer 2020 и Demacia Cup 2020, занимают 5—8 место на NEST 2020, уступив FunPlus Phoenix со счётом 1:2. Неудачи на весеннем и летнем сезонах LPL не позволяют набрать достаточное количество очков для участия на Чемпионате мира по League of Legends 2020 — это происходит впервые за три года.

#### 2021
2021 RNG начинает с победы на LPL Spring 2021, обыгрывая FunPlus Phoenix со счётом 3:1. В мае команда побеждает на Mid-Season Invitational 2021. Далее следуют 5—6 место на LPL Summer 2021 и победа на LPL Regional Finals 2021, которая обеспечивает RNG слот на Чемпионат мира по League of Legends 2021. Из-за трудностей с оформлением визы в Исландию турнир пропускает главный тренер RNG Пак Кан «Tabe» Вонг. Групповой этап команда заканчивает на первом месте со счётом 4:2, но уступает EDward Gaming в четвертьфинале со счётом 2:3. В конце года RNG проигрывает Top Esports в четвертьфинале на Demacia Cup 2021.

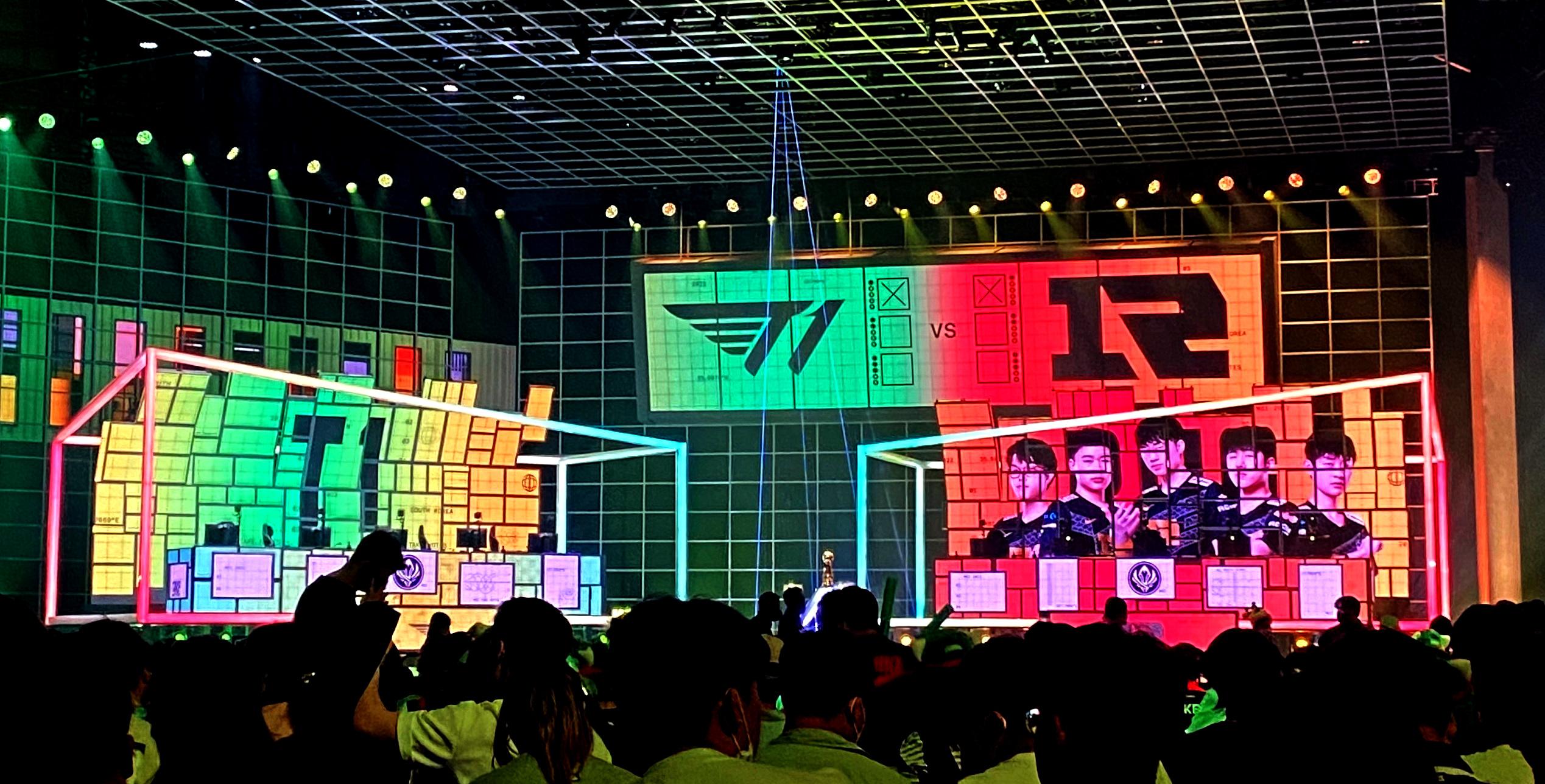
Матч между «Royal Never Give Up» и «T1» в рамках Mid-Season Invitational 2022

#### 2022
2022 год начинается с победы на LPL Spring 2022 и Mid-Season Invitational, в финалах которых RNG сразилась с Top Esports и T1 соответственно.
Во время участия на Mid-Season Invitational RNG встретилась с препятствием: все матчи турнира проходили в Пусане, Южная Корея. При этом для RNG сделали исключение — из-за коронавируса команда не смогла прилететь на место проведения, поэтому ей разрешили играть удалённо, со своей тренировочной базы. Чтобы все команды были в равных условиях, Riot Games искусственно повысила пинг для участников в Корее, чтобы он был таким же, как у китайцев. Настройки на корейской стороне оказались некорректными: в первый день турнира игроки в Пусане пожаловались на слишком высокий пинг в сериях против RNG. В течение двух дней организаторы проводили расследование, итоги которого подтвердили эту информацию, вследствие чего организаторы решили переиграть все матчи RNG. На момент принятия этого решения RNG победили PSG Talon, Istanbul Wildcats и RED Canids.
Далее команда занимает 5—6 место на LPL Summer 2022 и второе место на LPL Regional Finals 2022. Второе место на региональных квалификациях позволяет RNG участвовать на Чемпионате мира по League of Legends 2022 c плей-ин стадии. Первый раунд плей-ин стадии RNG заканчивает со счётом 4:1, проиграв только будущим чемпионам DRX. Второй раунд плей-ина команда начинает сразу с финала, где одерживает победу над DetonatioN FocusMe со счётом 3:1 и получает квоту на групповой этап. Групповой этап команда заканчивает со счётом 5:1 и проходит в плей-офф стадию турнира. В четвертьфинале RNG проигрывает T1 со счётом 0:3 и вылетает с турнира. После команда принимает участие на NEST 2022, где вылетает в групповом этапе. В декабре RNG занимает 3—4 место на Demacia Cup 2022.

### Текущий состав
|                                    | Ник             | Полное имя      | Роль              | Присоединился   |
| Основной состав                    | Основной состав | Основной состав | Основной состав   | Основной состав |
| ---------------------------------- | --------------- | --------------- | ----------------- | --------------- |
| Флаг Китайской Народной Республики | Breathe         | Чен Чен         | Верхняя линия     | 1 июня 2022     |
| Флаг Китайской Народной Республики | Angel           | Сян Тао         | Центральная линия | 11 января 2023  |
| Флаг Китайской Народной Республики | Wei             | Янь Янвэй       | Лесник            | 17 декабря 2020 |
| Флаг Китайской Народной Республики | GALA            | Чен Вэй         | Нижняя линия      | 17 июня 2022    |
| Флаг Китайской Народной Республики | Ming            | Ши Сенмин       | Поддержка         | 3 февраля 2023  |
| Тренеры                            |                 |                 |                   |                 |
| Флаг Республики Корея              | Sin             | Ен Хен Мо       | Главный тренер    | 3 февраля 2023  |
| Флаг Китайской Народной Республики | Xiaobai         | Ян Чжунхэ       | Аналитик          | 3 февраля 2023  |

### Достижения
| Место | Турнир                            | Дата                       | Призовые  |
| 2015  | 2015                              | 2015                       | 2015      |
| ----- | --------------------------------- | -------------------------- | --------- |
| 9—12  | LPL Summer 2015                   | 22 мая — 7 июля            | 7836 $    |
| 2016  |                                   |                            |           |
| 3—4   | IEM Season X — World Championship | 4 — 6 марта                | 10 000 $  |
| 1     | LPL Spring 2016                   | 14 января — 23 апреля      | 229 500 $ |
| 3—4   | Mid-Season Invitational 2016      | 4 — 13 мая                 | 50 000 $  |
| 2     | LPL Summer 2016                   | 26 мая — 26 августа        | 120 336 $ |
| 5—8   | World Championship 2016           | 29 сентября — 29 октября   | 202 800 $ |
| 2017  |                                   |                            |           |
| 2     | LPL Spring 2017                   | 19 января — 29 апреля      | 116 162 $ |
| 1     | Demacia Cup 2017                  | 23 мая — 4 июня            | 72 419 $  |
| 2     | LPL Summer 2017                   | 6 июня — 1 сентября        | 116 195 $ |
| 1     | Rift Rivals Red 2017              | 6 — 9 июля                 | 20 000 $  |
| 9—16  | NEST 2017                         | 7 сентября — 19 ноября     | —         |
| 3—4   | World Championship 2017           | 23 сентября — 4 ноября     | 321 761 $ |
| 9—15  | Demacia Championship 2017         | 26 декабря — 7 января 2018 | —         |
| 2018  |                                   |                            |           |
| 1     | LPL Spring 2018                   | 15 января — 28 апреля      | 237 167 $ |
| 1     | Mid-Season Invitational 2018      | 3 — 20 мая                 | 527 650 $ |
| 1     | Demacia Cup Summer 2018           | 31 мая — 3 июня            | 77 919 $  |
| 1     | LPL Summer 2018                   | 11 июня — 14 сентября      | 218 791 $ |
| 1     | Rift Rivals Red 2018              | 5 — 8 июля                 | 20 000 $  |
| 3—4   | World Championship 2018           | 1 октября — 3 ноября       | 258 000 $ |
| 9—15  | Demacia Cup Winter 2018           | 20 — 23 декабря            | —         |
| 2019  |                                   |                            |           |
| 5—6   | LPL Spring 2019                   | 14 января — 22 апреля      | 29 764 $  |
| 8—14  | NEST 2019 Qualifier               | 22 апреля — 2 мая          | —         |
| 2     | LPL Summer 2019                   | 1 июня — 6 сентября        | 112 327 $ |
| 9—12  | World Championship 2019           | 2 октября — 10 ноября      | 50 062 $  |
| 1     | Demacia Cup Winter 2019           | 21 — 29 декабря            | 71 563 $  |
| 2020  |                                   |                            |           |
| 7—8   | LPL Spring 2020                   | 13 января — 2 мая          | —         |
| 9     | LPL Summer 2020                   | 5 июня — 27 августа        | —         |
| 5—8   | NEST 2020 Qualifier               | 9 — 22 ноября              | —         |
| 17—20 | Demacia Cup 2020                  | 21 — 27 декабря            | —         |
| 2021  |                                   |                            |           |
| 1     | LPL Spring 2021                   | 9 января — 18 апреля       | 306 701 $ |
| 1     | Mid-Season Invitational 2021      | 6 — 23 мая                 | 75 000 $  |
| 5—6   | LPL Summer 2021                   | 7 июня — 7 сентября        | 30 968 $  |
| 1     | LPL Regional Finals 2021          | 3 — 5 сентября             | —         |
| 5—8   | World Championship 2021           | 5 октября — 6 ноября       | 100 125 $ |
| 5—8   | Demacia Cup 2021                  | 17 — 26 декабря            | —         |
| 2022  |                                   |                            |           |
| 1     | LPL Spring 2022                   | 10 января — 23 апреля      | 302 087 $ |
| 1     | Mid-Season Invitational 2022      | 10 — 29 мая                | 75 000 $  |
| 5—6   | LPL Summer 2022                   | 10 июня — 1 сентября       | 28 984 $  |
| 2     | LPL Regional Finals 2022          | 2 — 4 сентября             | —         |
| 5—8   | World Championship 2022           | 29 сентября — 5 ноября     | 100 125 $ |
| 9—14  | NEST 2022                         | 10 — 20 ноября             | —         |
| 3—4   | Demacia Cup 2022                  | 14 — 27 декабря            | 28 673 $  |
| 2023  |                                   |                            |           |
| 7—8   | LPL Spring 2023                   | 14 января — 15 апреля      | —         |

## Dota 2

### История
Подразделение по Dota 2 было открыто 13 сентября 2018 года. В первоначальный состав вошли: керри Ду «Monet» Пэн, мидлейнер Гао «Setsu» Чжэньсюн, офлейнер Сан «Srf» Рунфа, частичная поддержка Ту «ah fu» Сун Чуань, полная поддержка Адам «343» Шах.

### Текущий состав
|                                    | Ник             | Полное имя      | Роль                | Присоединился   |
| Основной состав                    | Основной состав | Основной состав | Основной состав     | Основной состав |
| ---------------------------------- | --------------- | --------------- | ------------------- | --------------- |
| —                                  | —               | —               | Керри               |                 |
| Флаг Китайской Народной Республики | Somnus丶M       | Лу Яо           | Мидлейнер           | 20 ноября 2021  |
| Флаг Китайской Народной Республики | Chalice         | Ян Шеньи        | Офлейнер            | 20 ноября 2021  |
| Флаг Китайской Народной Республики | kaka            | Ху Лянчжи       | Частичная поддержка | 27 апреля 2022  |
| —                                  | —               | —               | Полная поддержка    |                 |
| Тренер                             |                 |                 |                     |                 |
| Флаг Китайской Народной Республики | Super           | Се Цзюньхао     | Се Цзюньхао         | 20 ноября 2021  |

### Достижения
| Место | Турнир                     | Дата                  | Призовые  |
| 2018  | 2018                       | 2018                  | 2018      |
| ----- | -------------------------- | --------------------- | --------- |
| 3     | DreamLeague Season 10      | 29 октября — 4 ноября | 35 000 $  |
| 2019  |                            |                       |           |
| 7—8   | The International 2019     | 1 — 25 августа        | 858 252 $ |
| 2020  |                            |                       |           |
| 2     | WePlay! Bukovel Minor 2020 | 9 — 12 января         | 60 000 $  |
| 2022  |                            |                       |           |
| 5—6   | Riyadh Masters 2022        | 20 — 24 июля          | 200 000 $ |
| 13—16 | The International 2022     | 15 — 30 октября       | 283 931 $ |